# Tutto Mina. Le origini
Tutto Mina. Le origini è un album raccolta di Mina, pubblicato nel 2006 dalla Warner.

## Tracce
CD 1
1. Il cielo in una stanza
2. Tintarella di luna
3. Nessuno
4. Due note
5. È vero
6. Coriandoli
7. Piano
8. Una zebra a pois
9. La notte
10. Folle banderuola
11. Serafino campanaro
12. Le mille bolle blu
13. Vorrei sapere perché
14. Come sinfonia
15. Cubetti di ghiaccio
16. Sabato notte
17. Moliendo café
18. Renato
19. Eclisse twist
20. Prendi una matita
21. Stringimi forte i polsi
22. Chihuahua
23. Stessa spiaggia stesso mare

CD 2
1. È l'uomo per me
2. Un buco nella sabbia
3. Un anno d'amore
4. Città vuota
5. Ora o mai più
6. Io sono quel che sono
7. L'ultima occasione
8. Soli
9. Brava
10. Una casa in cima al mondo
11. Ta-ra-ta-ta
12. Se telefonando...
13. Se tu non fossi qui
14. Breve amore
15. Mi sei scoppiato dentro il cuore
16. Se piangi, se ridi
17. E se domani
18. L'immensità
19. Conversazione
20. Se c'è una cosa che mi fa impazzire
21. So che non è così
22. Sono come tu mi vuoi
23. La banda

## Classifica Artisti (FIMI)
| Posizione | 46 | 29 | 43 | 90 | 87 | 87 | -  | -  | -  | -  | -  | 96 | -  | -  | -  | -  | -  | -  | -  | -  |
| Settimana | 21 | 22 | 23 | 24 | 25 | 26 | 27 | 28 | 29 | 30 | 31 | 32 | 33 | 34 | 35 | 36 | 37 | 38 | 39 | 40 |
| Posizione | -  | -  | -  | -  | -  | -  | -  | -  | -  | -  | -  | -  | -  | -  | -  | -  | -  | -  | -  | -  |
| Settimana | 41 | 42 | 43 | 44 | 45 |    |    |    |    |    |    |    |    |    |    |    |    |    |    |    |
| Posizione | -  | -  |    |    |    |    |    |    |    |    |    |    |    |    |    |    |    |    |    |    |